# Dünnekenberg
Der Dünnekenberg ist ein 390,3 m ü. NHN hoher Berg im Südsauerländer Bergland südlich von Attendorn im nordrhein-westfälischen Kreis Olpe, direkt am Nordostufer des Biggesees. 
In der Nähe des Gipfels befindet sich seit 1940 eine Hütte der SGV-Abteilung Attendorn. Sie ist an Sonntagen einfach bewirtschaftet. Nahe der Hütte wurde 2013 die Aussichtsplattform Biggeblick eröffnet. Sie ist jederzeit frei zugänglich und ermöglicht Ausblicke auf den nördlichen Teil des Biggesees mit dem Staudamm und der Gilberginsel sowie auf die Ruine Waldenburg. Darüber hinaus umfasst die Aussicht die den See umgebenden Höhenzüge sowie in westlicher Richtung Neu-Listernohl und die Hochlagen des Ebbegebirges mit den Sendeanlagen auf der Nordhelle und dem Waldberg.
Vom Parkplatz am Campingplatz nahe der Waldenburger Bucht südöstlich des Dünnekenbergs führt eine für den öffentlichen Verkehr gesperrte Forststraße steil hinauf zur Aussichtsplattform. Hierher gelangt man auch vom Nordende des Staudamms auf einem steilen Fußweg.

Aussichtsplattform Biggeblick